# Stephen Hawkins
Stephen Mark Hawkins (Hobart, 14 januari 1971) is een Australisch roeier. Hawkins werd Olympische kampioen in de dubbel-twee op de Olympische Zomerspelen 1992. Hawkins won een gouden en een bronzen medaille tijdens de Wereldkampioenschappen roeien in de lichte vier en won in de lichte skiff een zilveren medaille op de Wereldkampioenschappen roeien 1994.

## Resultaten
- Wereldkampioenschappen roeien 1990 in Barrington  in de lichte-dubbel-vier
- Wereldkampioenschappen roeien 1991 in Wenen  in de lichte-dubbel-vier
- Olympische Zomerspelen 1992 in Barcelona  in de dubbel-twee
- Wereldkampioenschappen roeien 1993 in Račice  in de lichte-skiff
- Wereldkampioenschappen roeien 1994 in Indianapolis 12e in de lichte-skiff

1904: John Mulcahy & William Varley ·
1920: Paul Costello & John B. Kelly, Sr. ·
1924: Paul Costello & John B. Kelly, Sr. ·
1928: Paul Costello & Charles McIlvaine ·
1932: Kenneth Myers & Garrett Gilmore ·
1936: Jack Beresford & Leslie Southwood ·
1948: Richard Burnell & Bert Bushnell ·
1952: Tranquilo Cappozzo & Eduardo Guerrero ·
1956: Aleksandr Berkoetov & Joeri Tjoekalov ·
1960: Václav Kozák & Pavel Schmidt ·
1964: Oleg Tjoerin & Boris Doebrovsky ·
1968: Anatoli Sass & Aleksandr Timosjinin ·
1972: Aleksandr Timosjinin & Gennadi Korsjikov ·
1976: Frank Hansen & Alf Hansen ·
1980: Joachim Dreifke & Klaus Kröppelien ·
1984: Bradley Lewis & Paul Enquist ·
1988: Nico Rienks & Ronald Florijn ·
1992: Stephen Hawkins & Peter Antonie ·
1996: Agostino Abbagnale & Davide Tizzano ·
2000: Luka Špik & Iztok Čop ·
2004: Sébastien Vieilledent & Adrien Hardy ·
2008: David Crawshay & Scott Brennan ·
2012: Nathan Cohen & Joseph Sullivan  ·
2016: Martin Sinković & Valent Sinković ·
2020: Hugo Boucheron & Matthieu Androdias  ·
2024: Andrei Cornea & Marian Enache